# Nigel Glockler
Nigel Glockler (Hove; 24 de enero de 1953) es un músico inglés, conocido por ser el baterista de la banda de heavy metal Saxon.
Inició su carrera musical en 1980 como baterista de la banda británica Krakatoa. Luego trabajó como músico de sesión junto a la cantante Toyah Willcox en 1981. A finales de ese año, se unió a la banda Saxon, debido a que Pete Gill se retiró de la agrupación inglesa para ingresar a Motörhead. Desde ese momento, obtuvo reconocimiento mundial gracias a las presentaciones en vivo y a los álbumes de estudio grabados junto a Saxon.
Sin embargo, en 1987 se retiró de la banda para ser parte del supergrupo GTR, fundado por miembros de Asia y Genesis. Tras esto y a fines de 1988 retornó a Saxon permaneciendo por diez años hasta 1998, cuando nuevamente se retiró debido a problemas en el cuello que no le permitía tocar bien la batería.
Tras un riguroso tratamiento muscular en el cuello pudo volver a tocar la batería y colaboró con el guitarrista Doug Scarratt en el álbum Mad Men and English Dogs. Esto motivó el regreso de Glokler a Saxon, que ocurrió en 2005 tras la salida de Jörg Michael, debido a que este último se reunió a su antigua banda Stratovarius.
Además de ser parte de Saxon, Glockler también ha participado en algunos discos de Paul Di'Anno y Asia como músico de sesión y también ha escrito y grabado música tanto para películas y series de televisión.

## Discografía
| - 1981: Anthem - 1982: The Eagle Has Landed (en vivo) - 1983: Power & the Glory - 1984: Crusader - 1985: Innocence Is No Excuse - 1986: Rock the Nations - 1989: Rock 'n' Roll Gypsies - 1990: Greatest Hits Live (en vivo) - 1991: Solid Ball of Rock - 1992: Forever Free - 1995: Dogs of War - 1997: Unleash the Beast - 2006: The Eagle Has Landed Part III (en vivo) - 2007: The Inner Sanctum - 2009: Into the Labyrinth - 2011: Call to Arms - 2012: Heavy Metal Thunder - Live: Eagles Over Wacken (en vivo) - 2013: Sacrifice - 2015: Battering Ram - 2018: Thunderbolt | - 2001: Mad Men and English Dogs - 1995: The Original Iron Men - 1996: The Original Iron Men 2 - 1997: The World's First Iron Man - 1999: The Masters - 1992: Acqua - 1996: Archiva Vol. 1 - 1996: Archiva Vol. 2 |